# Kulsprutepistol
- Övre vänster: Bergmann MP 18 från första världskriget.
- Övre höger: M1 Thompson från mellankrigstiden.
- Undre vänster: MP 40 från andra världskriget.
- Undre höger: MP5, en av de mest spridda moderna kulsprutepistolerna.

Kulsprutepistol, kort kpist (sverigesvenska), eller maskinpistol, kort mp (finlandssvenska) är en typ av lätt automatvapen som traditionellt avfyrar pistolammunition och har en piplängd under 300 mm.[källa behövs] Kulsprutepistoler började först användas i slutet av första världskriget och användningen nådde sin höjdpunkt under andra världskriget. Under efterkrigstiden började de i stor utsträckning ersättas av automatkarbiner (stormgevär).
Kulsprutepistoler är relativt små och lätta men har också en begränsad räckvidd och genomslagskraft jämfört med andra automatvapen och är därför främst lämpade för strid på kort håll. Idag används kulsprutepistoler främst av militära specialstyrkor och som ett förstärkningsvapen för polis. De används också i begränsad utsträckning av civila skyttar som tävlar i k-pistskytte.

## Historia

### Första världskriget
Även om kulsprutepistoler kan ha förekommit tidigare var det under det första världskriget som behovet av ett litet och lätt automatvapen på allvar uppstod. Skyttegravskrigets blodiga närstrider fick båda sidor att experimentera med nya och förbättrade vapen. I Tyskland utvecklade man en helautomatisk version av den långa artilleriversionen av Luger-pistolen, "Lange Pistole 08", med gevärskolv och trummagasin. I sitt helautomatiska utförande var vapnet inte effektivt då det var mycket svårt att hålla stadigt vid helautomatisk eldgivning.
Italien anses vara först med att anta en kulsprutepistol. Villar Perosa utvecklades som en kulspruta för flygplan och avfyrade en 9 mm pistolpatron. Den infördes 1915 och kom även att användas som ett markstridsvapen. Designen förbättrades och 1918 introducerades Beretta 1918. Samma år införde tyskarna en kulsprutepistol designad av Hugo Schmeisser, Maschinenpistole 18 (MP 18), som använde 9 mm Luger och samma trummagasin som Lange Pistole 08. Både de italienska och tyska vapnen var relativt tunga vapen, närmast att likna vid karbiner.
I USA hade generalen John T. Thompson utvecklat vad han kallade en "trench broom" (skyttegravskvast) mellan 1916 och 1917 men när USA gick med i kriget avbröts utvecklingen och först 1921 började serieproduktionen av vad som kom att bli den berömda Thompson-kpisten.
Kulsprutepistoler skulle aldrig hinna användas i någon större omfattning under första världskriget. I den utsträckning de kom till bruk var de specialvapen och användes närmast i rollen som lätta kulsprutor med en skytt och en laddare/ammunitionsbärare. Efter kriget förbjöds Tyskland att tillverka och inneha kulsprutepistoler, med undantag för den tyska polisen.

### Mellankrigstiden
Efter första världskriget genomgick Europa en våg av nedrustning och konceptet med kulsprutepistoler utvecklades till en början inte vidare i någon större utsträckning. Mest känd blev den ovan nämnda Thompsons kulsprutepistol, oftast försedd med ett stort trummagasin, som kom till användning både bland gangstergäng och poliser under förbudstiden i USA. Tyskland var som sagt förbjudet att tillverka kulsprutepistoler. Dock gjordes, på den uppdrag av den tyska polisen som var undantagen förbudet, en modifiering av MP 18 så att den använde stavmagasin istället för de tidigare trummagasinen. Den kulsprutepistolen fick beteckningen Maschinenpistole 28 (MP 28).
Under 1930-talet började utvecklingen av nya kulsprutepistoler ta fart. I Finland kom den erkänt utmärkta Suomi KP/-31, som i Sverige antogs 1937 som kpist m/37. Flera länder, däribland Sovjetunionen antog varianter av eller kopierade den tyska MP 28 eller den amerikanska Thompson-kpisten. Gemensamt för de flesta kulsprutepistolerna under den här perioden var att de var tunga och långa jämfört med senare vapen samt att de hade gevärskolv och stock i trä. Ofta var de utrustade med ett stort runt trummagasin.
I Tyskland började man alltmer ignorera Versaillesfredens restriktioner och utveckling och tillverkning av nya vapensystem tog fart under 30-talet. En ny prototyp på en kulsprutepistol som i stor utsträckning var tillverkad av stansade plåtdelar utvecklades under beteckningen MP 36. En förbättrad och förenklad version antogs av Wehrmacht som MP 38.

### Andra världskriget
När kriget bröt ut hade den nya tyska MP 38 endast hunnit nå ut i begränsad omfattning, huvudsakligen till fallskärmsjägarförband. I övrigt var tyskarna utrustade med de äldre MP 28. Produktionen ökade dock snabbt och en ny och förenklad MP 40 antogs. Till en början var det främst officerare, gruppchefer, stridsvagnsbesättningar och liknande som utrustades med kulsprutepistoler. I början av kriget var det Tyskland, Sovjet och Finland som i störst utsträckning utrustade sina soldater med kulsprutepistoler.
Storbritannien hade vid krigsutbrottet överhuvudtaget ingen kulsprutepistol och först 1940 började man tillverka en kopia av den tyska MP 28 samt köpte in amerikanska Thompson. Kulsprutepistolen kom under kriget att visa sig vara ett mycket populärt och användbart vapen på de olika fronterna. Förutom att den var relativt liten och behändig var den också lätt att använda och särskilt i strider i stadsmiljö spelade de en viktig roll. Behovet av vapen gjorde att de tidiga första generationens modeller med komplicerade mekanismer och dyr tillverkning började ersättas av enklare och billigare modeller som kunde tillverkas av massproducerade delar i stansad plåt och bakelit, som den tyska MP 40. Andra varianter på dessa andra generationens kulsprutepistoler var den brittiska Sten, sovjetiska PPS-43 och den amerikanska M3 "Grease Gun". I Tyskland, Sovjetunionen och Finland satte man upp hela kompanier med kulsprutepistolskyttar.
Kulsprutepistolen var ett idealiskt vapen för den gerillakrigföring som bedrevs av partisaner och motståndsrörelser under andra världskriget. Det var lättare för militärt otränade att använda och lättare att dölja än de flesta andra vapen. Den brittiska Sten-kpisten var så enkel och billig att de allierade kunde släppa mängder av dem till partisaner i de ockuperade länderna. I bland annat Polen och Norge kunde motståndsgrupper tillverka lokala kopior under ockupationen. Sten-kpisten använde samma kaliber (9 mm Luger) och magasin som de tyska MP 38/MP 40 vilket var en fördel då man kunde använda erövrade tyska magasin och ammunition. Britterna tillverkade även versioner av Sten-kpisten med ljuddämpare. Dessa användes av agenter i Special Operations Executive (SOE) under hemliga operationer i de tyskockuperade länderna.

### Efterkrigstiden
Under andra halvan av 1940-talet fortsatte utvecklingen av kulsprutepistolen utifrån lärdomarna under andra världskriget. Vissa modeller hade börjat utvecklas redan under kriget men inte hunnit tas i bruk innan krigsslutet. I Storbritannien kom Sterling och i Sverige kulsprutepistol m/45. I Frankrike tog man fram en modell kallad MAT-49.
Utvecklingen gick dock alltmer mot automatkarbiner som enhetsvapen för alla typer av militär personal och kulsprutepistolen förlorade alltmer i betydelse som infanterivapen. Med AK-47 och M16 (automatkarbin) försvann kulsprutepistolen nästan helt ur såväl den sovjetiska som den amerikanska krigsmakten. I många länder, däribland Sverige, blev kulsprutepistolen dock kvar parallellt med automatkarbinen och då främst för personal i icke-stridande befattningar.
Stora mängder kulsprutepistoler hade tillverkats under andra världskriget och många av dessa hamnade i tredje världen, främst Afrika och Asien där de kom till användning i de olika självständighetskrig och inbördeskrig som härjade dessa kontinenter under decennierna efter andra världskriget. Den enkla konstruktionen gjorde, som sagts tidigare, kulsprutepistolen lämplig för gerillakrigföring.
Även om betydelsen av kulsprutepistolen som militärt vapen avtog hade det fortfarande en roll att spela bland militär personal i specialbefattningar som hade ett behov av ett kompakt vapen, till exempel specialstyrkor och fordonsbesättningar. Även inom polisväsendet och bland livvaktsgrupper blev kulsprutepistolen, ibland försedd med ljuddämpare, ett viktigt vapen. Under 1940-, 1950-, och 60-talen utvecklas alltmer kompakta kulsprutepistoler, ofta med magasinet i pistolkolven för att göra dem kortare. Mest känd är den israeliska Uzi men andra exempel är vz.48b från Tjeckoslovakien och den amerikanska Ingram MAC-10.

### Kulsprutepistolen idag

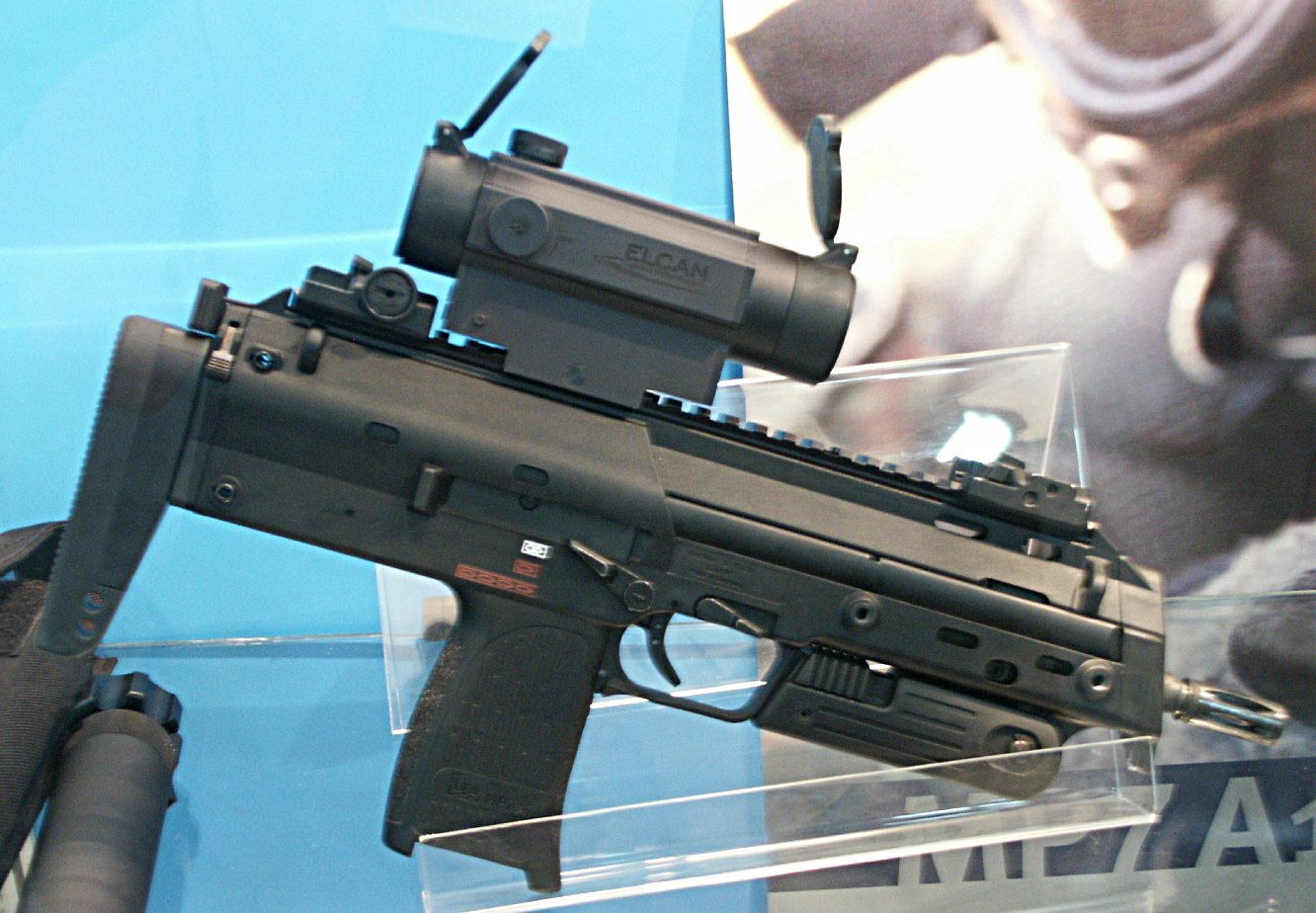
MP7 är en av de allra senaste generationens kulsprutepistoler i ny och effektivare kaliber.

När behovet av kulsprutepistolen som ett enkelt, billigt och lättskött vapen för att utrusta massarméer upphört har utvecklingen gått mot mer tekniskt avancerade varianter. Den tyska vapentillverkaren Heckler & Koch utvecklade på 60-talet MP5 som bygger på samma konstruktion som deras automatkarbin G3, i Sverige känd som AK4. Vapnet är erkänt träffsäkert och används idag av en stor mängd polisorganisationer och specialstyrkor. 
Den belgiska vapentillverkaren Fabrique Nationale har på uppdrag av NATO utvecklat ett så kallat "personligt självförsvarsvapen" FN P90 i kaliber 5,7 x 28 mm, en patron som är ett mellanting mellan gevärs- och pistolammunition. Konkurrenten Heckler & Koch har också utvecklat ett vapen enligt Natos specifikationer, MP7, som har kaliber 4,6 x 30 mm. Dessa båda vapen använder sig av nya ammunitionstyper som tagits fram för att ha bättre effekt mot skyddsvästar. Vapnen har designats för att fylla gapet mellan automatkarbinerna och förra generationens kpistar. Personliga självförsvarsvapen (även kallade PDW, personal defense weapon) har modern kompakt design och är kompatibla med moderna optiska riktmedel och annan högteknologisk utrustning.

## Utveckling
Kulsprutepistolens utveckling fram till idag kan beskrivas som bestående av fem generationer av vapen:

### 1:a generationen
De första kulsprutepistolerna under första världskriget och mellankrigstiden. Mekaniskt komplicerad tillverkning och relativt stora och tunga med träkolv och ofta trummagasin. Till exempel amerikanska Thompson, tyska MP 28, finska Suomi, estniska Arsenal m23 och Sovjetiska PPD-40.

### 2:a generationen
Kulsprutepistoler utvecklade under och strax efter andra världskriget. Lättare och billigare än den första generationen. Stansad plåt och massproducerade delar ersatte de tidigare svarvade och frästa delarna. Plast och bakelit ersatte trädelarna. Ofta utrustades de med fällbara kolvar vilket gjorde dem kortare och lättare. Typiska exempel är tyska MP 40, svenska kulsprutepistol m/45 och franska MAT-49.

### 3:e generationen
Små kompakta kulsprutepistoler framtagna för fordonsförare, polis och specialstyrkor. De har oftast magasinet i pistolkolven. Till exempel Uzi, den österrikiska Steyr MPi 69 och den amerikanska Ingram MAC-10.

### 4:e generationen
Kulsprutepistoler vars mekanism helt eller delvis är av samma typ som på en automatkarbin. Kännetecknas en mer avancerad och komplicerad design och mekanism och att det inte, som tredje generationens kpistar är enkla och billiga vapen. Det främsta och mest kända exemplet är den tyska MP5 men andra exempel är den amerikanska Colt SMG och sydkoreanska K7.

### 5:e generationen
Så kallade "Personal Defense Weapons" (PDW), "Personliga självförsvarsvapen". Frågan är om dessa i strikt mening skall kategoriseras som kpistar då de inte använder pistolammunition. Exempel är MP7, FN P90 och Saab Bofors Dynamics CBJ-MS.